# Địa lý Peru
Peru là một quốc gia trên bờ biển phía tây trung tâm của Nam Mỹ đối diện với Thái Bình Dương. Nó nằm hoàn toàn ở Nam bán cầu, cực bắc của nó đạt tới 1,8 phút vĩ độ hoặc khoảng 3,3 km (2,1 mi) về phía nam của đường xích đạo. Peru có chung biên giới đất liền với Ecuador, Colombia, Brasil, Bolivia và Chile, với biên giới đất liền dài nhất được chia sẻ với Brasil.

## Địa hình

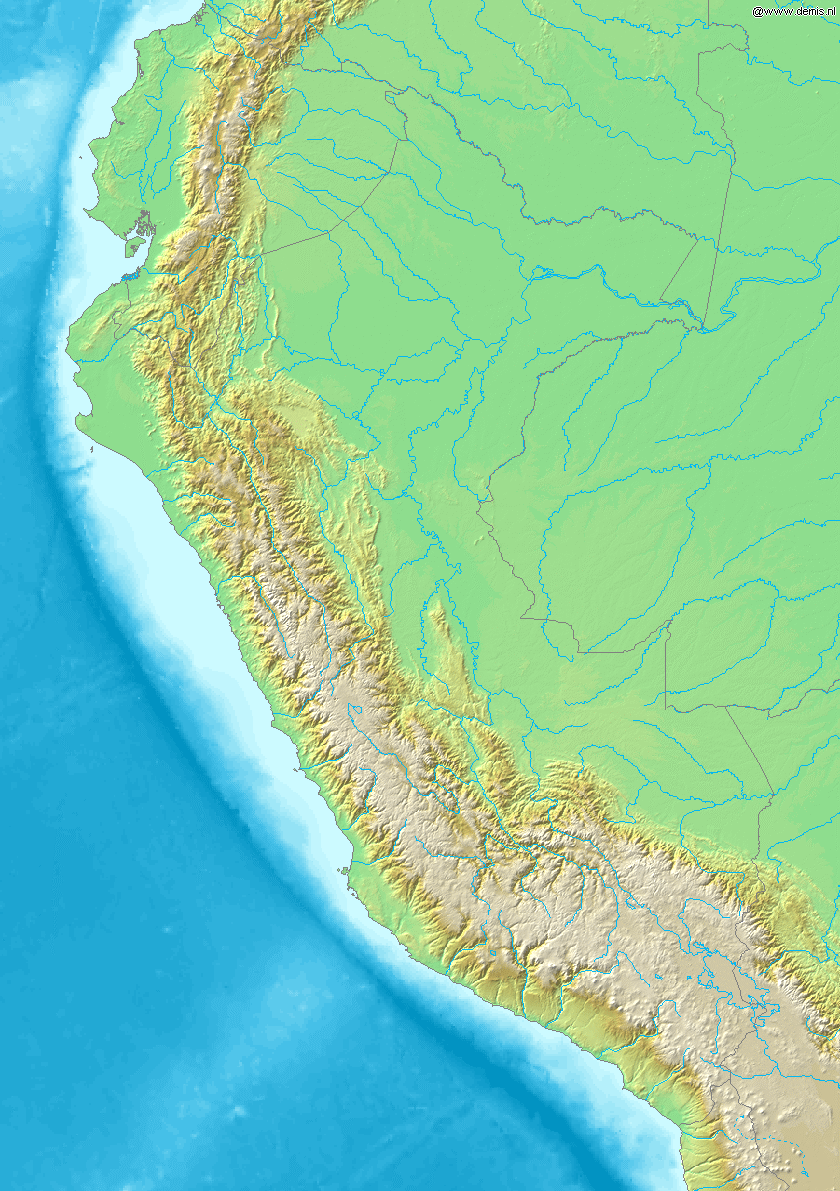
Bản đồ địa hình Peru

Andes chạy qua phía bắc và phía nam của đất nước và chia Peru thành ba khu vực địa lý: khu vực ven biển ở phía tây của dãy núi là đồng bằng hẹp và hẹp, ngoại trừ các con sông và thung lũng theo mùa, cao nguyên là Andes, cao nguyên Altiplano và cả nước. Ngọn núi cao nhất, Núi Huascaran cao 6.768 mét, nằm trong khu vực; Khu vực thứ ba là khu vực rừng của Amazon, chiếm 60% diện tích đất liền của đất nước. Khu vực này nằm trong vùng đất thấp rộng lớn được bao phủ bởi rừng nhiệt đới Amazon. Phía đông của núi.
Hầu hết các con sông ở Peru bắt nguồn từ Andes và được bơm vào một trong ba lưu vực sông chính. Các con sông được bơm vào Thái Bình Dương hầu hết không liên tục, có độ dốc cao và chiều dài ngắn. Chiều dài các nhánh của sông Amazon dài hơn, dòng chảy lớn hơn và độ dốc thấp hơn sau khi chảy ra khỏi cao nguyên. Các con sông của hồ Titicaca được bơm ngắn hơn. Dòng chảy được đặc trưng rất nhiều. Con sông dài nhất ở Peru là những Ucayali, Maranon, sông Putumayo, sông Yavari, Sông Huallaga, Urubamba, Sông Mantaro và sông Amazon

## Khí hậu

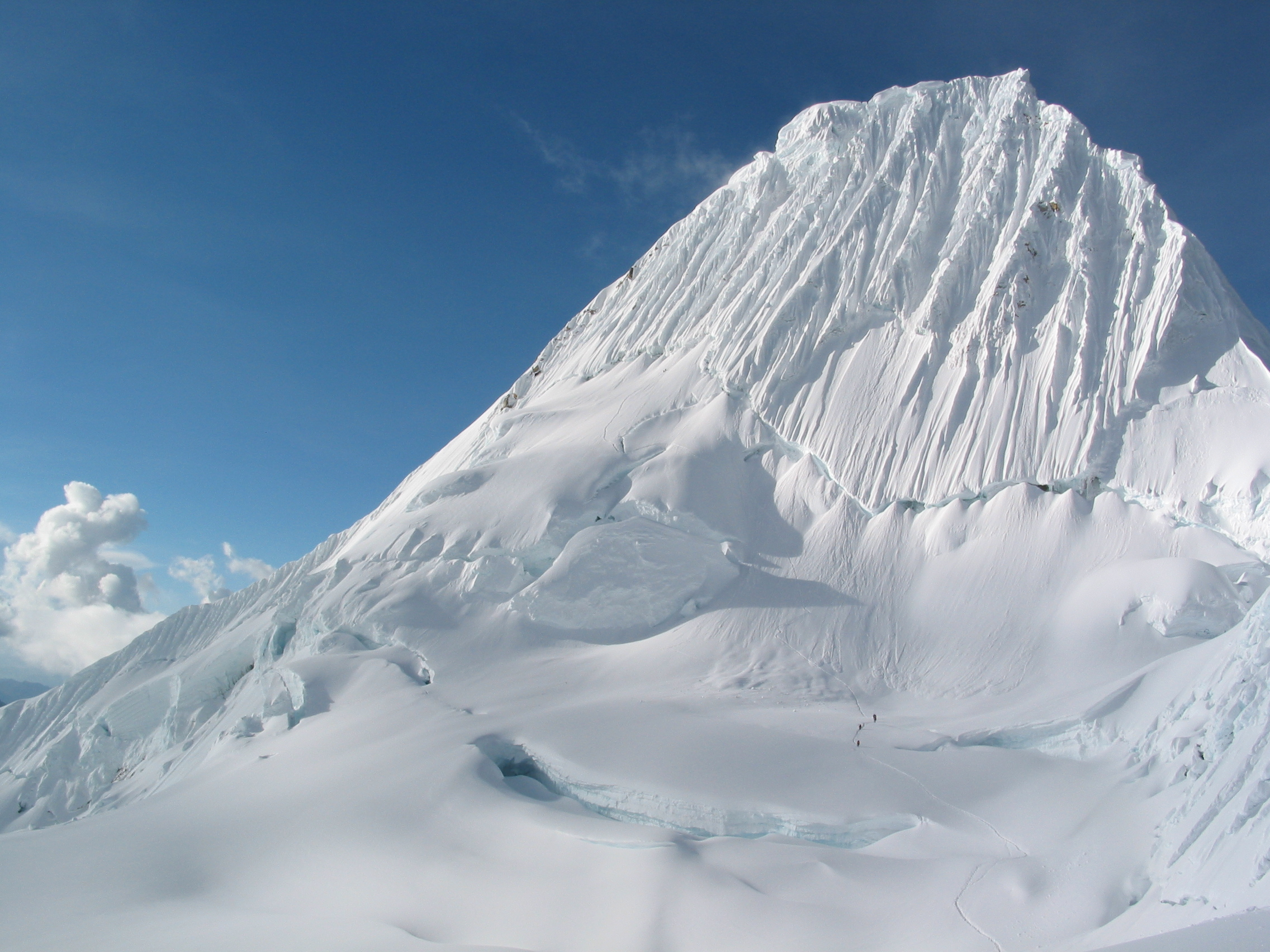
Các đỉnh của dãy Andes là nguồn của nhiều con sông ở Peru.

Không giống như các quốc gia xích đạo khác, khí hậu của Peru không phải là một khí hậu nhiệt đới duy nhất, dòng nước lạnh Andes và Peru tạo ra sự khác biệt lớn về khí hậu trên cả nước. vùng ven biển khí hậu ôn hòa, nhưng lượng mưa thấp và độ ẩm cao, nhưng phần phía bắc của khu vực vì sự che sườn núi cận nhiệt đới, với chì dòng nước mát lạnh của Peru âm thanh, rất ít mưa trong khí hậu sa mạc; cao nguyên mưa mùa hè, nhiệt độ và độ ẩm với độ cao tăng chiều cao giảm; rừng Amazon ấm áp và mưa, nhưng cuối phía nam của mùa đông lạnh, bốn mùa không kết tủa.

## Tài nguyên thiên nhiên
Do hình thái địa lý và khí hậu phong phú, tính đa dạng sinh học ở Peru rất cao: tính đến năm 2003, 21.462 loài động vật và thực vật đã được tìm thấy ở nước này, trong đó có 5,855 loài đặc hữu. Chính phủ Peru đã thành lập một số công viên quốc gia cho công tác bảo tồn.